# Кудайбергенов, Утеу
Утеу Кудайбергенов (каз. Өтеу Құдайбергенов, 1901 год, аул Кайрат, Туркестанский край, Российская империя — 1956 год, Кумтогай, Иргизский район, Актюбинская область, Казахская ССР, СССР) — председатель колхоза «Карасай», один из организаторов колхозного строительства в Казахстане, передовик сельскохозяйственного производства, Герой Социалистического Труда (1948).

## Биография
Родился в 1901 году в многодетной семье в ауле Кайрат (сегодня — Каракалпакстан, Узбекистан). С раннего возраста занимался пастушеством. В 30-е годы из-за голода переселился в Иргизский район Актюбинской области. В 1932 году вступил в Компартию. С 1931 года по 1934 год работал в Иргизском районном обществе кооперации. В 1934 году был избран председателем сельского совета в сеел Жабасак. С 1939 года по 1942 год работал председателем Иргизской комиссии районного планирования. С 1945 года по 1946 год был председателем сельского совета села Узынколь Актюбинской области. В 1946 году был назначен председателем колхоза «Карасай». В 1934-1946 годах Утеу Кудайбергенов являлся председателем Узункольского, затем Жобасакского, Шетиргизского аульских исполнительных комитетов депутатов трудящихся.
С 1946 года работал председателем колхоза «Карасай» Иргизского района Актюбинской области. Под руководством Кудайбергенова колхоз перевыполнил плановые задания, поголовье скота увеличилось вдвое.
Избирался депутатом Верховного Совета СССР 3-4 созывов. Награждён двумя орденами Ленина и медалями СССР.

## Награды
- Герой Социалистического Труда (1948);
- дважды Орден Ленина.